# Cantó de Lanester
El cantó de Lanester (bretó Kanton Lannarstêr) és una divisió administrativa francesa situat al departament d'Ar Mor-Bihan a la regió de Bretanya.

## Composició
El cantó aplega 1 comunes :
| Nom francès | Nom bretó  | Població | km²   | Codi Postal | Codi INSEE |
| Lanester    | Lannarstêr | 21.897   | 18.37 | 56600       | 56098      |
| Cantó       | Lannarstêr | 21.897   | 18.37 | -           | 5640       |

## Evolució demogràfica
| 1962   | 1968   | 1975   | 1982   | 1990   | 1999   |
| ------ | ------ | ------ | ------ | ------ | ------ |
| 16.571 | 19.245 | 21.074 | 21.643 | 22.102 | 21.897 |

## Història
| Data d'elecció                           | Identitat      | Partit        | Qualitat |
| ---------------------------------------- | -------------- | ------------- | -------- |
| 2001-                                    | Thérèse Thiéry | Divers gauche |          |
| les dades anteriors no són pas conegudes |                |               |          |
|                                          |                |               |          |